# Austrian Volley League Men
L'Austrian Volley League Men, massima divisione del campionato austriaco, è una competizione pallavolistica per squadre di club austriache maschili, organizzata con cadenza annuale dalla ÖVV.

## Edizioni
| Anno                                                                | Podio                  | Podio                  | Podio                  |
| Campione                                                            | Seconda                | Terza                  |                        |
| ------------------------------------------------------------------- | ---------------------- | ---------------------- | ---------------------- |
| Dal 1952 al 1971 la competizione è denominata Wiener Meisterschaft  |                        |                        |                        |
| 1952-53 Dettagli                                                    | Sokol Wien             | -                      | -                      |
| 1953-54 Dettagli                                                    | Sokol Wien             | -                      | -                      |
| 1954-55 Dettagli                                                    | Sokol Wien             | -                      | -                      |
| 1955-56 Dettagli                                                    | Sokol Wien             | -                      | -                      |
| 1956-57 Dettagli                                                    | OMV Olympia            | -                      | -                      |
| 1957-58 Dettagli                                                    | OMV Olympia            | -                      | -                      |
| 1958-59 Dettagli                                                    | Blau Gelb Wien         | -                      | -                      |
| 1959-60 Dettagli                                                    | Blau Gelb Wien         | -                      | -                      |
| 1960-61 Dettagli                                                    | Blau Gelb Wien         | -                      | -                      |
| Dal 1961 al 1971 la competizione è denominata Bundesmeisterschaften |                        |                        |                        |
| 1961-62 Dettagli                                                    | Blau Gelb Wien         | -                      | -                      |
| 1962-63 Dettagli                                                    | Blau Gelb Wien         | -                      | -                      |
| 1963-64 Dettagli                                                    | Blau Gelb Wien         | -                      | -                      |
| 1964-65 Dettagli                                                    | Blau Gelb Wien         | -                      | -                      |
| 1965-66 Dettagli                                                    | Blau Gelb Wien         | -                      | -                      |
| 1966-67 Dettagli                                                    | Blau Gelb Wien         | -                      | -                      |
| 1967-68 Dettagli                                                    | Sokol Wien             | -                      | -                      |
| 1968-69 Dettagli                                                    | Pradl Innsbruck        | -                      | -                      |
| 1969-70 Dettagli                                                    | Pradl Innsbruck        | -                      | -                      |
| 1970-71 Dettagli                                                    | Pradl Innsbruck        | -                      | -                      |
| Dal 1971 al 2016 la competizione è denominata 1. Bundesliga         |                        |                        |                        |
| 1971-72 Dettagli                                                    | DTJ Wien               | -                      | -                      |
| 1972-73 Dettagli                                                    | DTJ Wien               | -                      | -                      |
| 1973-74 Dettagli                                                    | DTJ Wien               | -                      | -                      |
| 1974-75 Dettagli                                                    | DTJ Wien               | -                      | -                      |
| 1975-76 Dettagli                                                    | DTJ Wien               | -                      | -                      |
| 1976-77 Dettagli                                                    | DTJ Wien               | -                      | -                      |
| 1977-78 Dettagli                                                    | DTJ Wien               | -                      | -                      |
| 1978-79 Dettagli                                                    | DTJ Wien               | -                      | -                      |
| 1979-80 Dettagli                                                    | Sokol Wien             | -                      | -                      |
| 1980-81 Dettagli                                                    | Görz 33                | -                      | -                      |
| 1981-82 Dettagli                                                    | Post Wien              | -                      | -                      |
| 1982-83 Dettagli                                                    | Görz 33                | -                      | -                      |
| 1983-84 Dettagli                                                    | Görz 33                | -                      | -                      |
| 1984-85 Dettagli                                                    | Görz 33                | -                      | -                      |
| 1985-86 Dettagli                                                    | Sokol Wien             | -                      | -                      |
| 1986-87 Dettagli                                                    | Sokol Wien             | -                      | -                      |
| 1987-88 Dettagli                                                    | Sokol Wien             | -                      | -                      |
| 1988-89 Dettagli                                                    | Sokol Wien             | -                      | -                      |
| 1989-90 Dettagli                                                    | Sokol Wien             | -                      | -                      |
| 1990-91 Dettagli                                                    | Sokol Wien             | -                      | -                      |
| 1991-92 Dettagli                                                    | Görz 33                | -                      | -                      |
| 1992-93 Dettagli                                                    | Görz 33                | -                      | -                      |
| 1993-94 Dettagli                                                    | Görz 33                | -                      | -                      |
| 1994-95 Dettagli                                                    | PSV Salzburg           | -                      | -                      |
| 1995-96 Dettagli                                                    | Görz 33                | -                      | -                      |
| 1996-97 Dettagli                                                    | Görz 33                | -                      | -                      |
| 1997-98 Dettagli                                                    | Görz 33                | -                      | -                      |
| 1998-99 Dettagli                                                    | Görz 33                | -                      | -                      |
| 1999-00 Dettagli                                                    | Vienna hotVolleys      | -                      | -                      |
| 2000-01 Dettagli                                                    | Vienna hotVolleys      | -                      | -                      |
| 2001-02 Dettagli                                                    | Vienna hotVolleys      | Tirol                  | -                      |
| 2002-03 Dettagli                                                    | Vienna hotVolleys      | Tirol                  | -                      |
| 2003-04 Dettagli                                                    | Vienna hotVolleys      | Tirol                  | -                      |
| 2004-05 Dettagli                                                    | Tirol                  | -                      | -                      |
| 2005-06 Dettagli                                                    | Tirol                  | -                      | -                      |
| 2006-07 Dettagli                                                    | Vienna hotVolleys      | Tirol                  | -                      |
| 2007-08 Dettagli                                                    | Vienna hotVolleys      | Tirol                  | Aich/Dob               |
| 2008-09 Dettagli                                                    | Tirol                  | Vienna hotVolleys      | Aich/Dob               |
| 2009-10 Dettagli                                                    | Tirol                  | Vienna hotVolleys      | Aich/Dob               |
| 2010-11 Dettagli                                                    | Tirol                  | Aich/Dob               | -                      |
| 2011-12 Dettagli                                                    | Tirol                  | Aich/Dob               | -                      |
| 2012-13 Dettagli                                                    | Aich/Dob               | -                      | -                      |
| 2013-14 Dettagli                                                    | Tirol                  | Aich/Dob               | Vienna hotVolleys      |
| 2014-15 Dettagli                                                    | Tirol                  | Aich/Dob               | Amstetten              |
| 2015-16 Dettagli                                                    | Tirol                  | Aich/Dob               | Raiffeisen Waldviertel |
| Dal 2016 la competizione è denominata Austrian Volley League Men    |                        |                        |                        |
| 2016-17 Dettagli                                                    | Tirol                  | Aich/Dob               | Graz                   |
| 2017-18 Dettagli                                                    | Aich/Dob               | Raiffeisen Waldviertel | Amstetten              |
| 2018-19 Dettagli                                                    | Aich/Dob               | Raiffeisen Waldviertel | Graz                   |
| 2019-20 Dettagli                                                    | Non assegnato          | Non assegnato          | Non assegnato          |
| 2020-21 Dettagli                                                    | Graz                   | Aich/Dob               | Raiffeisen Waldviertel |
| 2021-22 Dettagli                                                    | Raiffeisen Waldviertel | Aich/Dob               | Graz                   |
| 2022-23 Dettagli                                                    | Tirol                  | Aich/Dob               | Hartberg               |
| 2023-24 Dettagli                                                    | Tirol                  | Hartberg               | Aich/Dob               |

## Palmarès
| Squadra                | Titolo | Edizione |
| ---------------------- | ------ | --- |
| Vienna hotVolleys      | 18     | 1980-81, 1982-83, 1983-84, 1984-85, 1991-92, 1992-93, 1993-94, 1995-96, 1996-97, 1997-98, 1998-99, 1999-00, 2000-01, 2001-02, 2002-03, 2003-04, 2006-07, 2007-08 |
| Sokol Wien             | 13     | 1952-53, 1953-54, 1954-55, 1955-56, 1967-68, 1979-80, 1981-82, 1985-86, 1986-87, 1987-88, 1988-89,1989-90, 1990-91                                               |
| Tirol                  | 12     | 2004-05, 2005-06, 2008-09, 2009-10, 2010-11, 2011-12, 2013-14, 2014-15, 2015-16, 2016-17, 2022-23, 2023-24                                                       |
| Blau Gelb Wien         | 9      | 1958-59, 1959-60, 1960-61, 1961-62, 1962-63, 1963-64, 1964-65, 1965-66, 1966-67                                                                                  |
| DTJ Wien               | 8      | 1971-72, 1972-73, 1973-74, 1974-75, 1975-76, 1976-77, 1977-78, 1978-79                                                                                           |
| Olympia Innsbruck      | 3      | 1968-69, 1969-70, 1970-71 |
| Aich/Dob               | 3      | 2012-13, 2017-18, 2018-19 |
| OMV Olympia            | 2      | 1956-57, 1957-58 |
| Post Wien              | 1      | 1981-82 |
| PSV Salzburg           | 1      | 1994-95 |
| Graz                   | 1      | 2020-21 |
| Raiffeisen Waldviertel | 1      | 2021-22 |